# Mehmet I
Mehmed I (in turco ottomano چلبی محمد, Çelebi Mehmed, detto Kirişçi, "il Tenace"; Edirne, 1386 – Edirne, 26 maggio 1421) fu sultano dell'Impero ottomano dal 1413 al 1421.

## Biografia

### Guerra di successione ottomana
Mehmet Çelebi era figlio del sultano Bayezid I e della concubina Devlet Hatun. Partecipò alla disastrosa sconfitta dell'esercito ottomano contro i Tartari nella battaglia di Ancyra del 1402; il padre venne fatto prigioniero da Tamerlano e morì in cattività l'anno seguente. I suoi figli riuscirono a fuggire, ma l'Impero ottomano precipitò nel caos e nelle lotte fratricide per la successione (è il periodo del cosiddetto Interregno ottomano).  Mehmet riuscì ad impadronirsi dell'Asia Minore, mentre Solimano si stabilì in Europa, dove ottenne il riconoscimento come legittimo sultano dall'imperatore bizantino Manuele II Paleologo (1391-1425), grazie al trattato di Gallipoli del maggio 1403.
Nel 1411 il fratello Musa Çelebi si impossessò dei domini europei uccidendo Solimano, diventando il nuovo contendente di Mehmet. Ma l'errore di Musa fu quello di revocare l'amicizia che il fratello Solimano aveva con Manuele e fargli guerra: per questo Manuele si dichiarò pronto a riconoscere Mehmet quale vero sultano, se in cambio questi gli avesse confermato i vantaggi territoriali ottenuti da Solimano nel trattato di Gallipoli. Mehmet I, capendo che non avrebbe potuto vincere la guerra civile senza l'aiuto dei Bizantini, accettò, e il 5 luglio 1413 si scontrò a Chamurli (odierna Samokov, nell'attuale Bulgaria occidentale) contro Musa, che venne sconfitto e ucciso.
Dopo undici anni di guerra, Mehmet riunificò l'impero ottomano, facendosi incoronare ad Adrianopoli sultano dei Turchi Ottomani: doveva quella sua vittoria a Manuele. Mehmet mandò un emissario a dare la notizia della sua vittoria a Manuele, ordinandogli di dire:
(Mehmet I)
Nell'Impero ottomano i problemi non erano finiti: apparve infatti un nuovo pretendente al trono che diceva di essere Mustafà, il fratello maggiore di Mehmet. L'impostore riuscì a organizzare un esercito e a diventare una minaccia reale per Mehmet; la guerra civile era ricominciata ma non era destinata a durare molto, dal momento che il sultano riuscì a sedare in fretta la rivolta. Mustafà venne salvato dai Veneziani e portato a Tessalonica, presso la corte di Andronico Paleologo, che lo prese sotto la sua protezione. Mehmet si lamentò di ciò con Manuele, che condannò Mustafà al carcere a vita, pena che sarebbe stata scontata nell'isola di Lemno. L'imperatore bizantino ancora una volta era stato molto abile, perché, condannando il ribelle al carcere a vita nell'impero bizantino, lo salvava da morte certa, che non avrebbe potuto evitare se fosse caduto nelle mani di Mehmet: in tal modo Manuele aveva in mano un possibile pretendente al trono dei sultani.

### Regno
Durante il suo regno l'impero ottomano venne risollevarlo e preparato alla vigorosa spinta espansionistica della metà del XV secolo, egli trasferì la capitale da Bursa ad Adrianopoli, conquistò alcuni territori dell'Albania, l'emirato turco di Candaroğlu e il regno cristiano di Cilicia.
Mehmet I fu inoltre un mecenate e grande amante dell'arte e della letteratura. Venne seppellito a Bursa in un mausoleo chiamato Yeşil Türbe fatto costruire da lui stesso accanto alla moschea di Yeşil Camii, eretta sempre dietro suo ordine, che, dalle stupende decorazioni in ceramica verde, è detta la "Moschea Verde", uno dei più begli esempi di architettura ottomana. Accanto alla moschea e al mausoleo a lui dedicato, Mehmet fondò una scuola e un refettorio per i poveri. Fece inoltre completare la vasta e imponente moschea di Bursa, iniziata al tempo di suo nonno Murad I, la cui costruzione era stata interrotta nei tempi turbolenti che erano seguiti.
Mehmet I morì il 21 maggio 1421 e gli successe il figlio Murad II (1421-1444; 1446-1451).

## Famiglia

### Consorti
Mehmed I aveva tre consorti note:
- Emine Hatun. Figlia di Nasireddin Mehmed Bey, quinto sovrano di Dulkadirids. Sposò Mehmed nel 1403 e secondo la tradizione era la madre di Murad II. Sua nipote Sittişah Hatun avrebbe poi sposato Mehmed II.
- Şahzade Hatun. Figlia di Dividdar Ahmed Pasha, terzo sovrano di Kutluşah di Canik. Secondo alcuni storici, era la vera madre di Murad II.
- Kumru Hatun. Concubina schiava.

### Figli
Mehmed I aveva almeno cinque figli:
- Murad II (1404 - 1451) - con Emine Hatun. Sesto sultano dell'Impero ottomano.
- Mustafa Çelebi, detto Küçük Mustafa (1408 - 1423, sepolto nel Mausoleo Verde). Contese il trono a Murad II, da cui venne sconfitto e giustiziato.
- Mahmud Çelebi (1413 - agosto 1429, sepolto nel Mausoleo Verde).
- Yusuf Çelebi (1414 - agosto 1429, sepolto nel Mausoleo Verde).
- Ahmed Çelebi. Morto infante.

### Figlie
Mehmed I aveva almeno otto figlie:
- Selçuk Hatun (c. 1407 - 25 ottobre 1485, sepolta nel Mausoleo Verde) - con Kumru Hatun. Sposò Taceddin Ibrahim II Bey, sovrano di Isfendiyarids. Ebbero tre figli e tre figlie, tutti morti nell'infanzia tranne una, Hatice Hanzade Hatun. Dopo essere rimasta vedova, sposò Anadolu Beylerbeyi Karaca, da cui ebbe una figlia anche lei morta giovane. Era politicamente attiva. Era rispettata da suo nipote, Mehmed II, e agì da mediatrice fra i suoi figli rivali, Bayezid II e Şehzade Cem.
- Ilaldi Sultan Hatun (? - 1444). Nel 1425 sposò Ibrahim II di Karaman, figlio di Mehmed II Bey (figlio di Nefise Melek Hatun, una figlia di Murad I), da cui ebbe sei figli maschi, fra cui Piri Ahmed Bey (morto nel 1474/1475, ebbe una figlia, Hilmiye Hatun), Kasim Bey (morto nel 1493), Alaeddin Bey e Kaya Bey (che sposò sua cugina Hafsa Hatun, figlia di Murad II ed ebbe un figlio, Kasim Bey). Il matrimonio fu infelice, perché Ibrahim odiava lei e loro figli a causa delle loro origini ottomane.
- Hatice Hatun (1408 - 1442). Sposò Karaca Paşah e rimase vedova il 10 novembre 1444.
- Hafsa Hatun (? - 1445, sepolta Mausoleo Verde). Sposò Mahmud Bey, figlio di Çandarlı Halil Pasha, e rimase vedova nel gennaio 1444. Ebbe da lui sei figli e una figlia.
- Incu Hatun. Nel 1427 sposò Isa Bey, figlio Mehmed II Bey, e rimase vedova nel 1437.
- Ayşe Sultan Hatun (1412 - 1469, sepolta nel Mausoleo Verde). Nel 1427 sposò Alaattin Ali Bey, sovrano di Karaman, figlio di Mehmed II Bey. Venne sepolta a Bursa nel mausoleo Mehmed I.
- Şahzade Sitti Hatun (1413 - ?, sepolta Mausoleo Verde). Nel 1427 sposò Sinan Paşah (m. 1442).
- Fatma Sultan Hatun. Sposò Kazim Bey, figlio di Isfendyar Bey e fratello del marito di Selçuk, Ibrahim Bey.